# تومي كلير
تومي كلير (12 مارس 1865 بإنجلترا في المملكة المتحدة - 27 ديسمبر 1929 بلايدي سميث في كندا) هو مدرب كرة قدم ولاعب كرة قدم كندي في مركز الظهير. شارك مع منتخب إنجلترا لكرة القدم. أما مع النوادي، فقد لعب مع بورت فايل وستوك سيتي ومانشستر سيتي.

## وصلات خارجية
- تومي كلير على موقع ناشيونال فوتبول تيمز (الإنجليزية)
- تومي كلير على موقع Soccerbase.com (مدرب) (الإنجليزية)